# Igreja de San Lorenzo (Veneza)

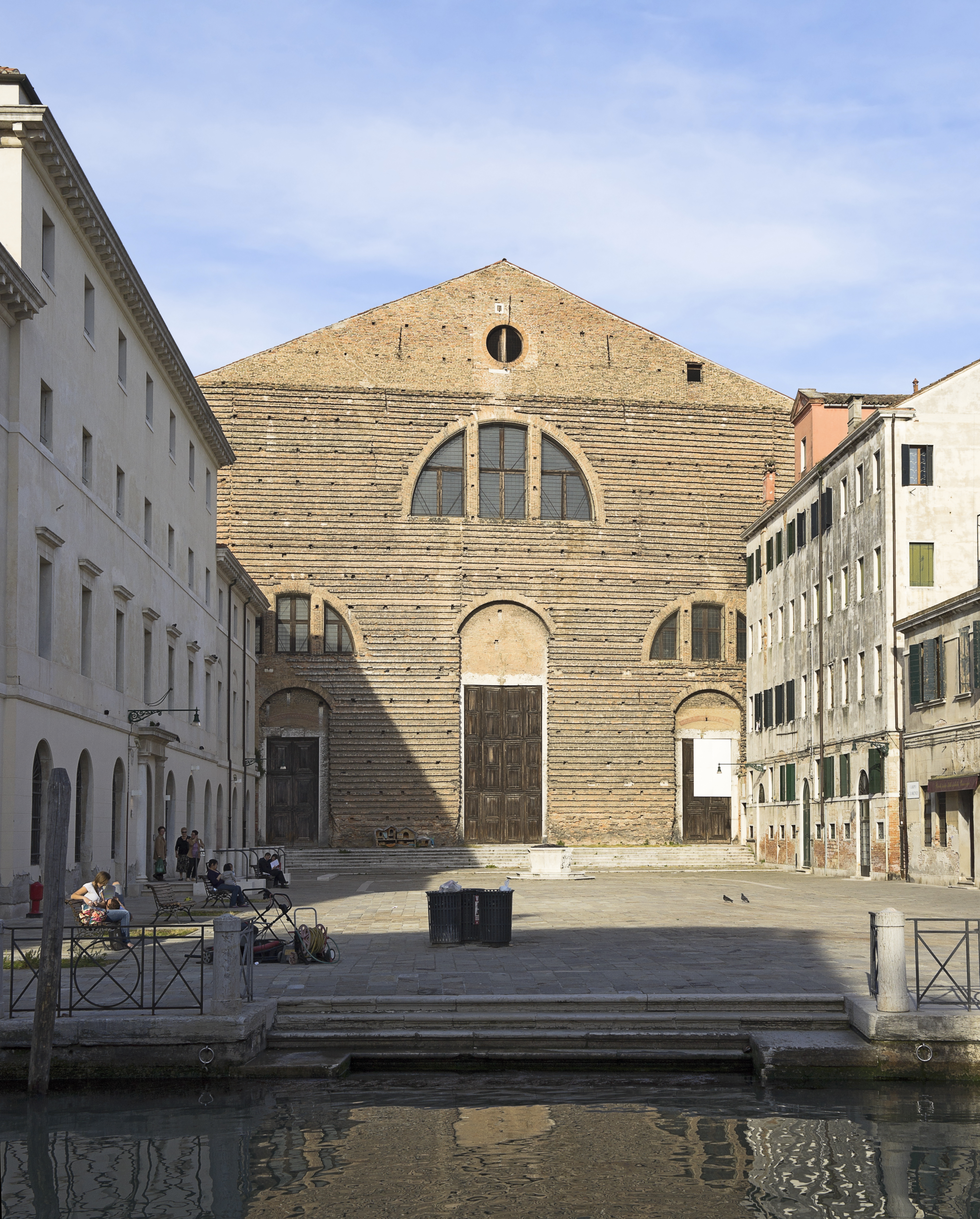
San Lorenzo di Venezia

San Lorenzo é uma igreja construída na sestiere de Castello em Veneza, norte da Itália.
A igreja data do século IX, e foi usada pela Ordem de São Bento. Foi reconstruída em de 1580 a 1616 pelo arquiteto Simone Sorela. O altar principal foi parcialmente esculpido por Giovanni Maria da Cannaregio e arquitetado por Girolamo Campagna. O escultor posterior finalizou as estátuas de "São Lourenço e Sebastião". É possível que Marco Polo tenha sido enterrado ali, mas
é mais provável que tenha sido sepultado em San Sebastiano, a qual não existe mais.